# Cyrille Argenti
Pour les articles homonymes, voir Argenti.
Cyrille Argenti (en grec moderne : Κύριλλος Αργέντης), né le 25 octobre 1918 à Marseille et mort le 21 novembre 1994 à Clamart, est un résistant, moine et prêtre orthodoxe d'origine grecque.

## Biographie

### Origines et enfance
Cyrille Argenti, de son nom civil Pandélis Léonidas Argenti, est issu d’une longue lignée de riches négociants grecs originaires de Chios, et dont la généalogie est établie depuis 1450. La famille compte aussi bien des marchands s’adonnant au commerce maritime qu'un médecin et théologien comme Eustratios Argenti, ou le néo-martyr André Argenti. En 1816, un ancêtre de Cyrille Argenti s’installe à Marseille et y fonde la société Argenti Sechiari, entreprise prospère disposant de comptoirs dans le monde entier ; elle ouvre dans les années 1860 une ligne de navigation internationale entre les grands ports d’Europe, d’Asie et d’Amérique. Fuyant le massacre des habitants de l’île de Chios en avril 1822, une autre partie de la famille Argenti s’exile à Londres et à Marseille. La mère du futur Père Cyrille, née Hélène Zarifi, épouse Léon Argenti le 22 juillet 1914 et le couple s’installe au 27 Cours Pierre-Puget à Marseille. Deux enfants naissent de ce mariage, Fanny (surnommée Fanette) en 1915, et Cyrille, né le 25 octobre 1918. Le petit garçon est baptisé dans l’Église orthodoxe, mais ne reçoit dans sa famille pratiquement aucune éducation religieuse. Cyrille Argenti est d’abord confié à une gouvernante catholique qui lui enseigne le Notre Père et Je vous salue Marie ; dès l’âge de six ans, entendant sa gouvernante définir le prêtre comme « ce qu’un homme peut faire de plus beau sur terre », il décide de devenir prêtre. Il est ensuite scolarisé à Marseille, dans une école catholique tenue par des religieuses, dans laquelle il intègre une équipe de jeunes venant en aide aux plus pauvres. Fanette et Cyrille connaissent une enfance insouciante entre Marseille, Londres, Monaco et la Suisse où Cyrille, de santé fragile, reçoit des soins. Ils fréquentent les enfants des autres grandes familles grecques fortunées, et se lient aussi d’amitié, pendant les grandes vacances, avec la femme de lettres et future académicienne, Edmonde Charles-Roux.

### Études
Après un séjour dans un sanatorium des Alpes où il est guéri de la tuberculose, Cyrille part étudier le grec à Oxford. Là, il se lie d'amitié avec Rowald Williams, qui se rapprochera de l'orthodoxie à la suite de leurs discussions et deviendra le père Yakovos au monastère de Longovárda, sur l'île de Paros.

### Engagement durant la Seconde Guerre mondiale
En 1939, au moment de la déclaration de guerre, Cyrille décide de revenir en France pour défendre son pays. Après la capitulation de la France et l'armistice, il reprend des études de philosophie à la faculté d'Aix-en-Provence. Là, il se lie d'amitié avec une condisciple juive, Suzanne Lallemand, et par son entremise rejoint le réseau  André, réseau de résistance qui travaille avec l'OSE (Œuvre de secours aux enfants) pour sauver des juifs. Cyrille escorte plusieurs personnes juives pour les mettre en sûreté au Chambon-sur-Lignon, notamment Claude Spiero et sa mère Else, ainsi que les frères Ronaï.
Le 4 juillet 1942, après avoir obtenu son diplôme de philosophie, Cyrille décide de rejoindre le maquis. Il devient inspecteur des maquis dans les Basses-Alpes. Le 19 mars 1944, il est arrêté à la gare de Digne et emprisonné dans les sous-sols de la villa Marie-Louise occupé par la Gestapo. Durant deux jours, « Christian » de son nom de résistant est interrogé et torturé. Il songe à se jeter du camion qui l'amène chaque jour à la gendarmerie pour les interrogatoires mais décide de faire confiance à Dieu quoi qu'il arrive. Au petit matin du troisième jour, il est amené à la gendarmerie française, où un officier français, Maurice Blanc, demande à rester seul avec lui pour l'interroger. Il lui tend alors son arme de service, pour que Cyrille lui tire dans le bras et saute par la fenêtre. Maurice Blanc avait été alerté par le réseau de résistance de François Cuzin, dit Étienne.
Évadé miraculeusement, Cyrille rejoint son maquis et termine la guerre comme brancardier. Il reçoit la croix de guerre du général Koenig le 15 août 1944. Il sait désormais qu'il veut engager sa vie au service des autres par la prêtrise.

### Moine et prêtre
Cyrille suit d'abord des cours de théologie à l'Institut Saint-Denys avant de partir étudier à Athènes. Il devient moine au Monastère de Longovárda, sur l'île de Paros, où il est marqué par la personnalité philocalique de l'higoumène Philothée Zervakos (1884-1980), qui avait sauvé de nombreux habitants de l'île durant la Seconde Guerre mondiale. De Noël 1949 à Pâques 1950, le père Cyrille effectue un séjour de cinq mois au monastère de Longovarda. Il partage pour quelque temps sa cellule avec Boris Bobrinskoy, futur prêtre et théologien, qu’il a sans doute déjà rencontré à Paris. Cette cohabitation monastique sera le début d’une longue amitié entre les deux hommes.
Devenu prêtre, il est nommé vicaire de l'église de la Dormition de la Vierge, rue de la Grande-Armée à Marseille, le 21 juillet 1950. Il déploie dans sa paroisse une intense activité pastorale et missionnaire en vue d'annoncer à tous l'évangile. Son action passe par le soin des personnes vulnérables, en particulier les personnes âgés, les pauvres, les enfants. En 1957, il consacre l'héritage de son père à la fondation d'une maison de retraite à La Bouilladisse, le Nid Saint-Georges. Il pose aussi les bases d'une organisation de jeunesse panorthodoxe qui deviendra la JOM (Jeunesse Orthodoxe du Midi). Il donne refuge à des sans-abris dans son église, vient en aide aux prostituées, accompagne les prisonniers notamment un condamné à mort qu'il soutient jusqu'à la guillotine en compagnie de l'avocat Émile Pollack.
Convaincu que l'orthodoxie doit s'inculturer sur le sol français, le père Cyrille mène un travail de fond pour permettre de rendre la vie liturgique et paroissiale intelligible. Il partage ce souci de la francophonie avec de nombreux orthodoxes en France et s'engage activement dans la Fraternité orthodoxe en Europe occidentale, dont il est l'un des fondateurs.
Le père Cyrille est également convaincu de l'importance du dialogue œcuménique, dans une quête commune de la Vérité qu'est le Christ. Il participe à de nombreux événements œcuméniques et s'engage au sein du COE (Conseil Œcuménique des Églises), où il est un temps responsable de la commission Mission et Évangélisation et où il participe à la rédaction du BEM. Il est l'un des orateurs phares de l'assemblée de Nairobi, en 1976. Il s'engage également dans l'Action des chrétiens pour l'abolition de la torture dès sa fondation. Il en sera le vice-président de 1992 à 1994.
Avec une équipe de catéchètes orthodoxes, il co-écrit le catéchisme Dieu est vivant, paru aux Éditions du Cerf en 1979.
Dans les années 1980, il fonde la paroisse orthodoxe Saint-Irénée, première paroisse francophone à Marseille. Il est aussi l'un des cofondateurs de Radio-Dialogue, radio œcuménique de Marseille, sur laquelle il donnera de nombreuses émissions qui seront par la suite mise à l'écrit. Il participe également à l'initiative inter-religieuse Marseille-Espérance.
Le père Cyrille est reconnu comme Juste parmi les nations le 15 août 1990.
Il décède des suites d'une crise cardiaque, à l'hôpital Antoine-Béclère de Clamart, le 21 novembre 1994.

## Distinctions
- Croix de guerre 1939-1945 (1944)

## Ouvrages
- Dieu est vivant : catéchisme pour les familles (préf. Olivier Clément), Paris, Le Cerf, 1979, 502 p. (ISBN 2-204-01392-7)
- N'aie pas peur (préf. Olivier Clément), Pully, Le Cerf, coll. « Le Sel de la terre », 2002, 377 p. (ISBN 978-2204070898)
- Dieu s’est fait chair (préf. Boris Bobrinskoy), Desclée de Brouwer, 2012, 315 p. (ISBN 978-2220064710)
- Soyons l’Église (préf. Olga Lossky), Mediaspaul, 2016, 277 p. (ISBN 978-2712213985)